# Jeroni Alemany i Moragues
Jeroni Agustí Alemany i Moragues (Palma, 1693 — Madrid, 1753) va ser un jurista, escriptor i historiador mallorquí, cronista general del Regne de Mallorca.
Membre d'una família noble, era fill del ciutadà militar Jeroni Alemany, i d'Anna Moragues; es va casar amb Caterina Flor i Amer, amb qui va tenir el també escriptor Jeroni Alemany i Flor. Durant la Guerra de Successió Espanyola va ser del bàndol filipista i va exercir d'auditor de guerra, a més diversos càrrecs municipals i d'assessoria jurídica a Mallorca. El 1715 va ser jurat per l'estament dels ciutadans. L'any següent es va graduar a la Universitat Literària i després de fer de passant durant vuit anys va prestar jurament com advocat el 15 de novembre de 1723, i nomenat advocat perpetu de la universitat el 1725. Va ser cònsol de mar el 1727 i jutge d'apel·lacions el 1728. Va ser autor de diverses obres, com diverses al·legacions jurídiques impreses i obres històriques. El 1717 havia estat nomenat cronista del regne i nomenat també membre, després amb caràcter honorari, de la Reial Acadèmia de la Història a Madrid; relatiu a aquesta activitat és autor d'una Historia general del Reino de Mallorca publicada el 1723, que és d'interès per les dades que dona sobre l'època de Felip V i diverses relacions de festes oficials a Mallorca, així com escrits sobre diverses medalles d'origen romà. Quan va quedar vidu es va ordenar sacerdot i va residir a Madrid fins a la seva mort.